# مجموعة الأربع
مجموعة الأربع أو G4، والتي تضم دول البرازيل وألمانيا والهند واليابان، هي أربع دول تدعم كل منها مسعى الحصول على مقاعد دائمة في مجلس الأمن التابع للأمم المتحدة. على عكس مجموعة السبع، حيث القاسم المشترك هو الاقتصاد والدوافع السياسية طويلة المدى، فإن الهدف الأساسي لمجموعة الأربع هو مقاعد الأعضاء الدائمين في مجلس الأمن. وقد شغلت كل دولة من هذه الدول الأربع مقعدا غير دائم في المجلس منذ إنشاء الأمم المتحدة. نما نفوذ الدول الاقتصادي والسياسي بشكل ملحوظ في العقود الماضية، ووصل إلى نطاق يمكن مقارنته بالأعضاء الدائمين في المجلس. ومع ذلك، غالبًا ما تُعارض مقترحات المجموعة من قبل حركة متحدون من أجل الإجماع، وخاصة منافسيهم الاقتصاديين أو خصومهم السياسيين.

## خلفية
لدى الأمم المتحدة حاليًا خمسة أعضاء دائمين يتمتعون بحق النقض في مجلس الأمن: الصين وفرنسا وروسيا والمملكة المتحدة والولايات المتحدة - المنتصرون في الحرب العالمية الثانية. يتم انتخاب دول مجموعة الأربع بانتظام لمدة عامين في مجلس الأمن كأعضاء غير دائمين من قبل مجموعاتهم الإقليمية: في فترة 24 عامًا من 1987 إلى 2010، تم انتخاب البرازيل واليابان لخمس فترات لكل منهما، وألمانيا لأربع فترات (مرة لألمانيا الغربية وثلاثا لألمانيا الموحدة) والهند لأربع فترات. بشكل تراكمي، أمضت دول مجموعة 64 عامًا في مجلس الأمن منذ إنشاء الأمم المتحدة، حيث خدم كل بلد ما لا يقل عن عقد من الزمان.
| مقارنة بين دول مجموعة الأربع (G4) والدول دائمة العضوية في مجلس الأمن (P5)                                                                   | مقارنة بين دول مجموعة الأربع (G4) والدول دائمة العضوية في مجلس الأمن (P5) | مقارنة بين دول مجموعة الأربع (G4) والدول دائمة العضوية في مجلس الأمن (P5) | مقارنة بين دول مجموعة الأربع (G4) والدول دائمة العضوية في مجلس الأمن (P5) | مقارنة بين دول مجموعة الأربع (G4) والدول دائمة العضوية في مجلس الأمن (P5) | مقارنة بين دول مجموعة الأربع (G4) والدول دائمة العضوية في مجلس الأمن (P5) | مقارنة بين دول مجموعة الأربع (G4) والدول دائمة العضوية في مجلس الأمن (P5) | مقارنة بين دول مجموعة الأربع (G4) والدول دائمة العضوية في مجلس الأمن (P5) | مقارنة بين دول مجموعة الأربع (G4) والدول دائمة العضوية في مجلس الأمن (P5) | مقارنة بين دول مجموعة الأربع (G4) والدول دائمة العضوية في مجلس الأمن (P5) | مقارنة بين دول مجموعة الأربع (G4) والدول دائمة العضوية في مجلس الأمن (P5) | مقارنة بين دول مجموعة الأربع (G4) والدول دائمة العضوية في مجلس الأمن (P5) | مقارنة بين دول مجموعة الأربع (G4) والدول دائمة العضوية في مجلس الأمن (P5) |
| بيانات الدولة (الترتيب عالميا) | البرازيل                                                                  | الصين                                                                     | فرنسا                                                                     | ألمانيا                                                                   | الهند                                                                     | اليابان                                                                   | روسيا                                                                     | المملكة المتحدة                                                           | الولايات المتحدة                                                          |                                                                           |                                                                           |                                                                           |
| --- | ------------------------------------------------------------------------- | ------------------------------------------------------------------------- | ------------------------------------------------------------------------- | ------------------------------------------------------------------------- | ------------------------------------------------------------------------- | ------------------------------------------------------------------------- | ------------------------------------------------------------------------- | ------------------------------------------------------------------------- | ------------------------------------------------------------------------- | ------------------------------------------------------------------------- | ------------------------------------------------------------------------- | ------------------------------------------------------------------------- |
| بيانات الدولة (الترتيب عالميا) | G4                                                                        | P5                                                                        | P5                                                                        | G4                                                                        | G4                                                                        | G4                                                                        | P5                                                                        | P5                                                                        | P5                                                                        |                                                                           |                                                                           |                                                                           |
| السكان | 2.7% الخامسة                                                              | 17.9% الأولى                                                              | 0.9% الثانية والعشرون                                                     | 1.1% السابعة عشر                                                          | 17.5% الثانية                                                             | 1.6% الحادية عشر                                                          | 1.9% التاسعة                                                              | 0.9% الأولى والعشرون                                                      | 4.2% الثالثة                                                              |                                                                           |                                                                           |                                                                           |
| المساحة (كيلو متر مربع) | 8 515 767 الخامسة                                                         | 9 596 961 الرابعة                                                         | 640 679 الثانية والأربعون                                                 | 357 114 الثانية والستون                                                   | 3 287 263 السابعة                                                         | 377 973 الأولى والستون                                                    | 17 098 246 الأولى                                                         | 242 495 الثامنة والسبعون                                                  | 9 833 517 الثالثة                                                         |                                                                           |                                                                           |                                                                           |
| الناتج المحلي الإجمالي (تعادل القوة الشرائية) (ترليون دولار أمريكي)                                                                         | $3.44 الثامنة                                                             | $27.07 الأولى                                                             | $3.32 التاسعة                                                             | $4.47 الخامسة                                                             | $10.18 الثالثة                                                            | $5.63 الرابعة                                                             | $4.45 السادسة                                                             | $3.28 العاشرة                                                             | $22.94 الثانية                                                            |                                                                           |                                                                           |                                                                           |
| الناتج المحلي الإجمالي (ترليون دولار أمريكي)                                                                                                | $1.445 12th                                                               | $14.723 الثانية                                                           | $2.603 السابعة                                                            | $3.806 الرابعة                                                            | $3.049 السادسة                                                            | $5.065 الثالثة                                                            | $1.483 الحادية عشر                                                        | $3.12 الخامسة                                                             | $22.675 الأولى                                                            |                                                                           |                                                                           |                                                                           |
| تمويل الأمم المتحدة1 | 2.95% الثامنة                                                             | 12.01% الثانية                                                            | 4.43% السادسة                                                             | 6.09% الرابعة                                                             | 0.83% الأولى والعشرون                                                     | 8.56% الثالثة                                                             | 2.41% العاشرة                                                             | 4.57% الخامسة                                                             | 22.00% الأولى                                                             |                                                                           |                                                                           |                                                                           |
| تمويل عمليات حفظ السلام2 | 0.59% التاسعة عشر                                                         | 15.22% الثانية                                                            | 5.61% السادسة                                                             | 6.09% الرابعة                                                             | 0.17% الثامنة والثلاثون                                                   | 8.56% الثالثة                                                             | 3.04% الثامنة                                                             | 5.79% الخامسة                                                             | 27.89% الأولى                                                             |                                                                           |                                                                           |                                                                           |
| عدد قوات حفظ السلام | 282 السابعة والأربعون                                                     | 2,531 التاسعة                                                             | 706 الثلاثون                                                              | 504 السابعة والثلاثون                                                     | 5,353 الخامسة                                                             | 6 الخامسة بعد المائة                                                      | 70 السبعون                                                                | 279 الثامنة والأربعون                                                     | 33 الثامنة والسبعون                                                       |                                                                           |                                                                           |                                                                           |
| الإنفاق العسكري (مليار دولار أمريكي) | $19.7 الخامسة عشر                                                         | $252.0 الثانية                                                            | $52.7 الثامنة                                                             | $52.8 السابعة                                                             | $72.9 الثالثة                                                             | $49.1 التاسعة                                                             | $61.7 الرابعة                                                             | $59.2 الخامسة                                                             | $778.0 الأولى                                                             |                                                                           |                                                                           |                                                                           |
| عدد الأفراد العسكريين (في الخدمة) | 366,500 الثالثة عشر                                                       | 2,185,000 الأولى                                                          | 203,250 الثانية عشر                                                       | 183,500 السابعة والعشرون                                                  | 1,455,550 الثانية                                                         | 247,150 الثامنة عشر                                                       | 1,014,000 الخامسة                                                         | 148,500 الرابعة والثلاثون                                                 | 1,388,100 الثالثة                                                         |                                                                           |                                                                           |                                                                           |
| عدد الأفراد العسكريين (الاحتياط) | 1,340,000 الرابعة                                                         | 510,000 التاسعة                                                           | 36,300 الخمسون                                                            | 28,250 الثالثة والخمسون                                                   | 1,155,000 الخامسة                                                         | 56,000 الأولى والأربعون                                                   | 2,000,000 الثانية                                                         | 80,000 الخامسة والثلاثون                                                  | 844,950 السابعة                                                           |                                                                           |                                                                           |                                                                           |
| وكالات الفضاء | Green tick                                                                | Green tick                                                                | Green tick                                                                | Green tick                                                                | Green tick                                                                | Green tick                                                                | Green tick                                                                | Green tick                                                                | Green tick                                                                |                                                                           |                                                                           |                                                                           |
| حاملة مروحيات | Green tick                                                                | Green tick                                                                | Green tick                                                                |                                                                           | Green tick                                                                | Green tick                                                                | Green tick                                                                |                                                                           | Green tick                                                                |                                                                           |                                                                           |                                                                           |
| حاملة طائرات |                                                                           | Green tick                                                                | Green tick                                                                |                                                                           | Green tick                                                                |                                                                           | Green tick                                                                | Green tick                                                                | Green tick                                                                |                                                                           |                                                                           |                                                                           |
| غواصة نووية | Green tick                                                                | Green tick                                                                | Green tick                                                                |                                                                           | Green tick                                                                |                                                                           | Green tick                                                                | Green tick                                                                | Green tick                                                                |                                                                           |                                                                           |                                                                           |
| دولة نووية |                                                                           | Green tick                                                                | Green tick                                                                | 3                                                                         | Green tick                                                                |                                                                           | Green tick                                                                | Green tick                                                                | Green tick                                                                |                                                                           |                                                                           |                                                                           |
| مؤشر القوة النارية العالمية | التاسعة                                                                   | الثالثة                                                                   | السابعة                                                                   | الخامسة عشر                                                               | الرابعة                                                                   | الخامسة                                                                   | الثانية                                                                   | الثامنة                                                                   | الأولى                                                                    |                                                                           |                                                                           |                                                                           |
| 1 حصة الميزانية السنوية للأمم المتحدة 2 حصة تمويل عمليات الأمم المتحدة لحفظ السلام 3 تشارك ألمانيا في اتفاقية الناتو لتقاسم الأسلحة النووية |                                                                           |                                                                           |                                                                           |                                                                           |                                                                           |                                                                           |                                                                           |                                                                           |                                                                           |                                                                           |                                                                           |                                                                           |

## آراء

### داعمة
أيدت المملكة المتحدة وفرنسا محاولة مجموعة الأربع الحصول على مقاعد دائمة في مجلس الأمن. تلقت اليابان دعمًا من الولايات المتحدة  والمملكة المتحدة.
أيد جميع الأعضاء الدائمين محاولات الهند للحصول على مقعد دائم في مجلس الأمن، لكن أشارت الصين سابقًا إلى أنها مستعدة فقط لدعم محاولة الهند للحصول على مقعد دائم في مجلس الأمن إذا لم تربط الهند طلبها مع طلب اليابان.
أرسلت الولايات المتحدة إشارات قوية إلى البرازيل بأنها مستعدة لدعم عضويتها؛ وإن كان ذلك بدون حق النقض. أوصى مجلس العلاقات الخارجية حكومة الولايات المتحدة بالمصادقة الكاملة على انضمام البرازيل كعضو دائم في مجلس الأمن. حصلت البرازيل على دعم من ثلاثة من الأعضاء الدائمين الحاليين، وهم فرنسا،  روسيا،  والمملكة المتحدة.
في الوثيقة النهائية لقمة البريكس 2019، قالت الصين وروسيا إنهما «تؤكدان على أهمية إصلاح شامل لمجلس الأمن» و«تدعمان تطلع البرازيل والهند إلى المزيد من الأدوار ذات الصلة في الأمم المتحدة».
كما صرح وزير الخارجية الروسي سيرجي لافروف في حوار ريسينا في نيودلهي في يناير 2020: «أود أن أقول إن العيب الرئيسي لمجلس الأمن هو التمثيل الناقص للدول النامية. نكرر موقفنا بأن الهند والبرازيل تستحقان تمامًا أن تكونا في المجلس مع مرشح أفريقي، وموقفنا هو أن الغرض من الإصلاح هو التأكد من أن البلدان النامية تتمتع بمعاملة أفضل في الجهاز المركزي للأمم المتحدة».

### معارضة
كان هناك استياء بين الأعضاء الدائمين الحاليين بشأن إدراج الدول المثيرة للجدل أو البلدان التي لا تدعمها. على سبيل المثال، تعارض كل من الصين وروسيا وكوريا الشمالية وكوريا الجنوبية بشدة محاولة اليابان. وتعتقد هذه الدول أن اليابان لا تزال بحاجة إلى تقديم تعويض إضافي عن جرائم الحرب التي ارتكبت خلال الحرب العالمية الثانية.
تحت قيادة إيطاليا،  شكلت البلدان التي تعارض بشدة محاولات دول مجموعة الأربع حركة متحدون من أجل الإجماع، أو النادي، الذي يتألف بشكل أساسي من القوى الإقليمية التي تعارض صعود بعض الدول المجاورة إلى مكانة العضوية الدائمة. تؤيد الحركة زيادة عدد أعضاء مجلس الأمن غير الدائمين وتقييد استخدام حق النقض. تجادل الكتلة بأن إضافة المزيد من المقاعد الدائمة إلى مجلس الأمن يفيد فقط الدول التي تحصل على تلك المقاعد، وتعتقد أن توسيع العضوية غير الدائمة سيجعل مجلس الأمن أكثر مرونة وأكثر ديمقراطية. في أوروبا، تعارض بلغاريا وجمهورية التشيك والدنمارك واليونان والمجر وإيطاليا ومالطا وهولندا والنرويج وبولندا ورومانيا وصربيا وإسبانيا مقعد ألمانيا. في إفريقيا، تعارض ناميبيا أيضًا حصول ألمانيا على مقعد دائم. وفي أمريكا اللاتينية، تعارض الأرجنتين وبوليفيا وكولومبيا وكوستاريكا والمكسيك والبيرو وأوروغواي وفنزويلا مقعد البرازيل الدائم. في آسيا، تعارض باكستان طلب الهند.
قدم الاتحاد الأفريقي اقتراحاً مضاداً آخر، وهو إجماع إيزولويني، الذي دعا إلى إضافة خمسة مقاعد غير دائمة جديدة ومقعدين دائمين جديدين يخصصان للدول الأفريقية، استجابة لنقص التمثيل الأفريقي في مجلس الأمن.

## النشاط

أعضاء مجموعة الأربع والدول دائمة العضوية

اقترحت مجموعة الأربع إدراج دولتين أفريقيتين، بالإضافة إلى الدول الأربع، في مجلس الأمن الموسع. في العديد من المؤتمرات خلال صيف 2005، لم يتمكن الاتحاد الأفريقي من الاتفاق على مرشحين اثنين: كل من مصر ونيجيريا وجنوب إفريقيا تطالب بمقعد أفريقي دائم في مجلس الأمن.
صادف في سبتمبر 2005 الذكرى السنوية الستين للأمم المتحدة وكان على الأعضاء اتخاذ قرار بشأن عدد من الإصلاحات الضرورية — بما في ذلك مجلس الأمن الموسع. لكن عدم الرغبة في إيجاد موقف قابل للتفاوض أوقف حتى الإصلاحات الأكثر إلحاحًا؛ كانت الجمعية العامة في سبتمبر 2005 بمثابة نكسة للأمم المتحدة. 
تحتفظ دول المجموعة بهدفها المتمثل في العضوية الدائمة في مجلس الأمن لجميع الدول الأربع (بالإضافة إلى دولتين أفريقيتين). في يناير 2006، أعلنت اليابان أنها لن تدعم إعادة طرح قرار مجموعة الأربع على الطاولة، وعدم التدخل في أي جهد من جانب الاتحاد الأفريقي للتوحيد وراء خطة واحدة. وفي غضون ذلك، لم تكن العلاقات المستمرة لليابان مع دول الأربع متعارضة. أصدرت الدول الأربع بيانًا مشتركًا في 12 فبراير 2011، وافق فيه وزراء خارجيتهم على السعي لتحقيق نتائج ملموسة في الدورة الحالية للجمعية العامة للأمم المتحدة. 
في سبتمبر 2015، دعا ناريندرا مودي، رئيس وزراء الهند، قادة الدول الأربع لعقد قمة بعد اعتماد قرار الجمعية العامة للأمم المتحدة 69/560 بالإجماع. في عام 2017، أفيد أن الدول الأربع كانت مستعدة للتخلي مؤقتًا عن حق النقض إذا مُنحت مقعدًا دائمًا في مجلس الأمن.
في سبتمبر 2019، في بيان صحفي مشترك خلال الدورة 74 للجمعية العامة للأمم المتحدة، أكد وزراء مجموعة الأربع التزامهم القوي بإجراء إصلاح مبكر وشامل لمجلس الأمن الدولي. مع الأخذ في الاعتبار أنه في عام 2020 ستحتفل الأمم المتحدة بالذكرى السنوية الخامسة والسبعين لتأسيسها، أعرب الوزراء أيضًا عن أملهم القوي في أن تمهد الدورة الحالية للجمعية العامة الطريق للمضي قدمًا في الدعوة إلى «إصلاح مبكر» لمجلس الأمن وأكدوا دعمهم الثابت لتمثيل أفريقيا في كل من فئتي العضوية الدائمة وغير الدائمة للإصلاح في المستقبل.

## القادة الحاليون لدول مجموعة الأربع
فيما يلي رؤساء ورؤساء حكومات الدول الأربع اعتبارًا من عام 2022:

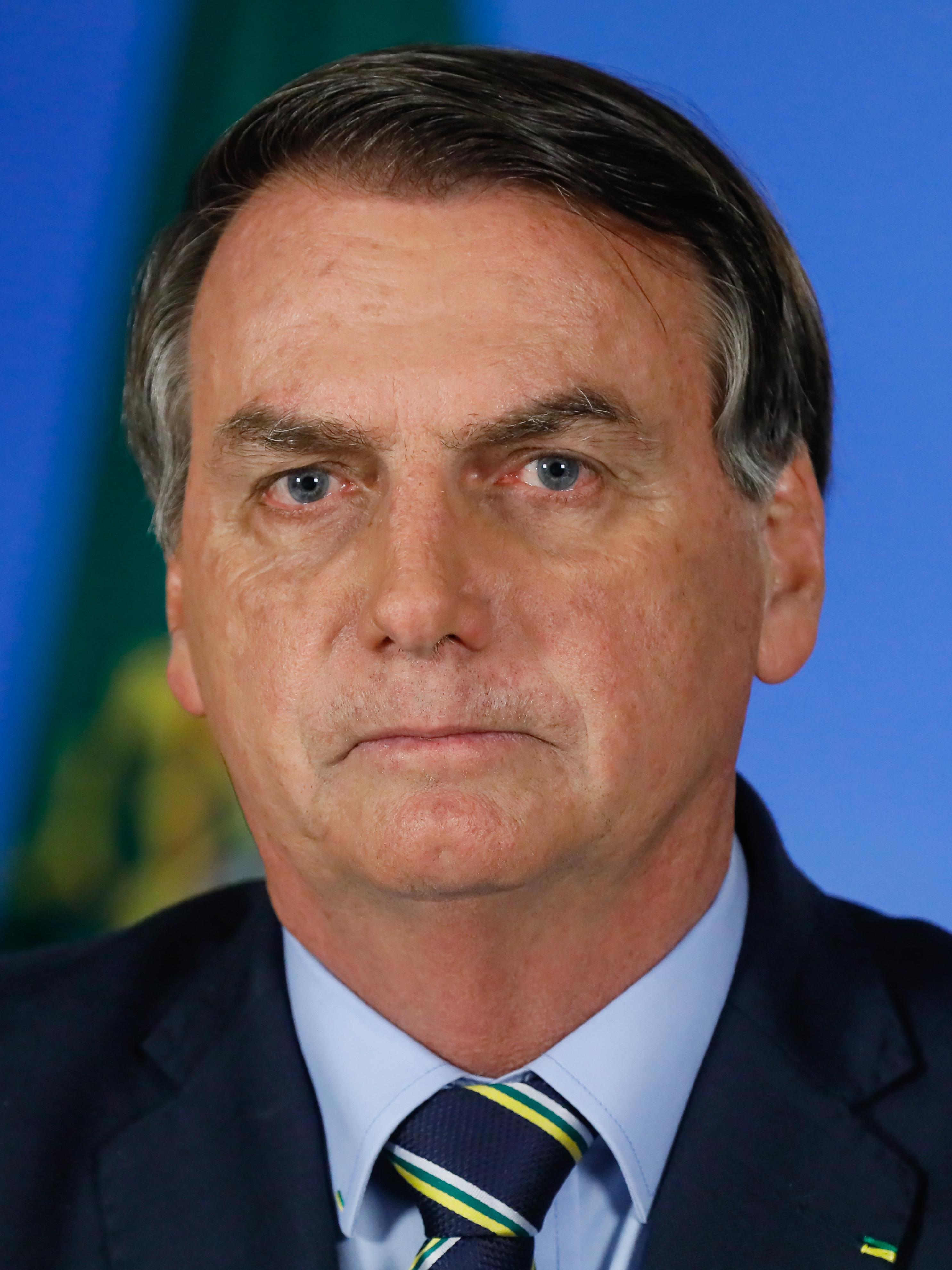
جاير بولسونارو
- ملف:منذ 1 يناير 2019
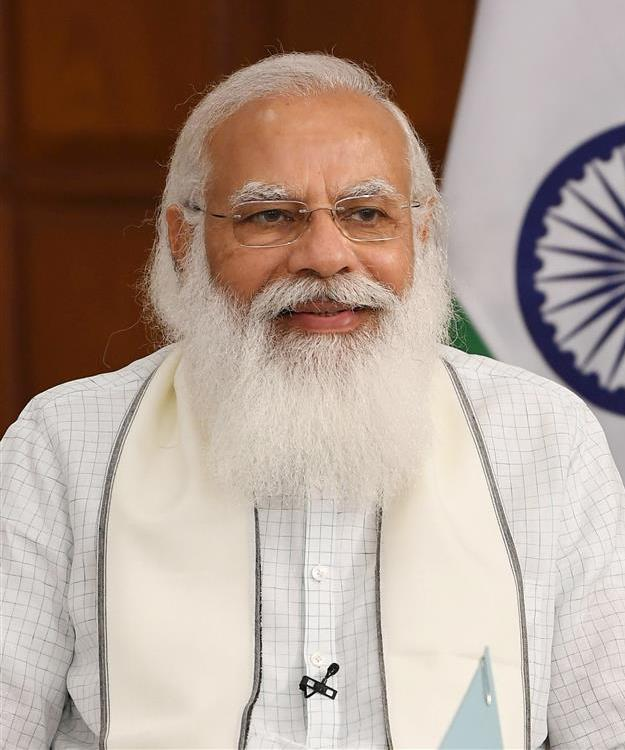
ناريندرا مودي
- ملف:منذ 26 مايو 2014
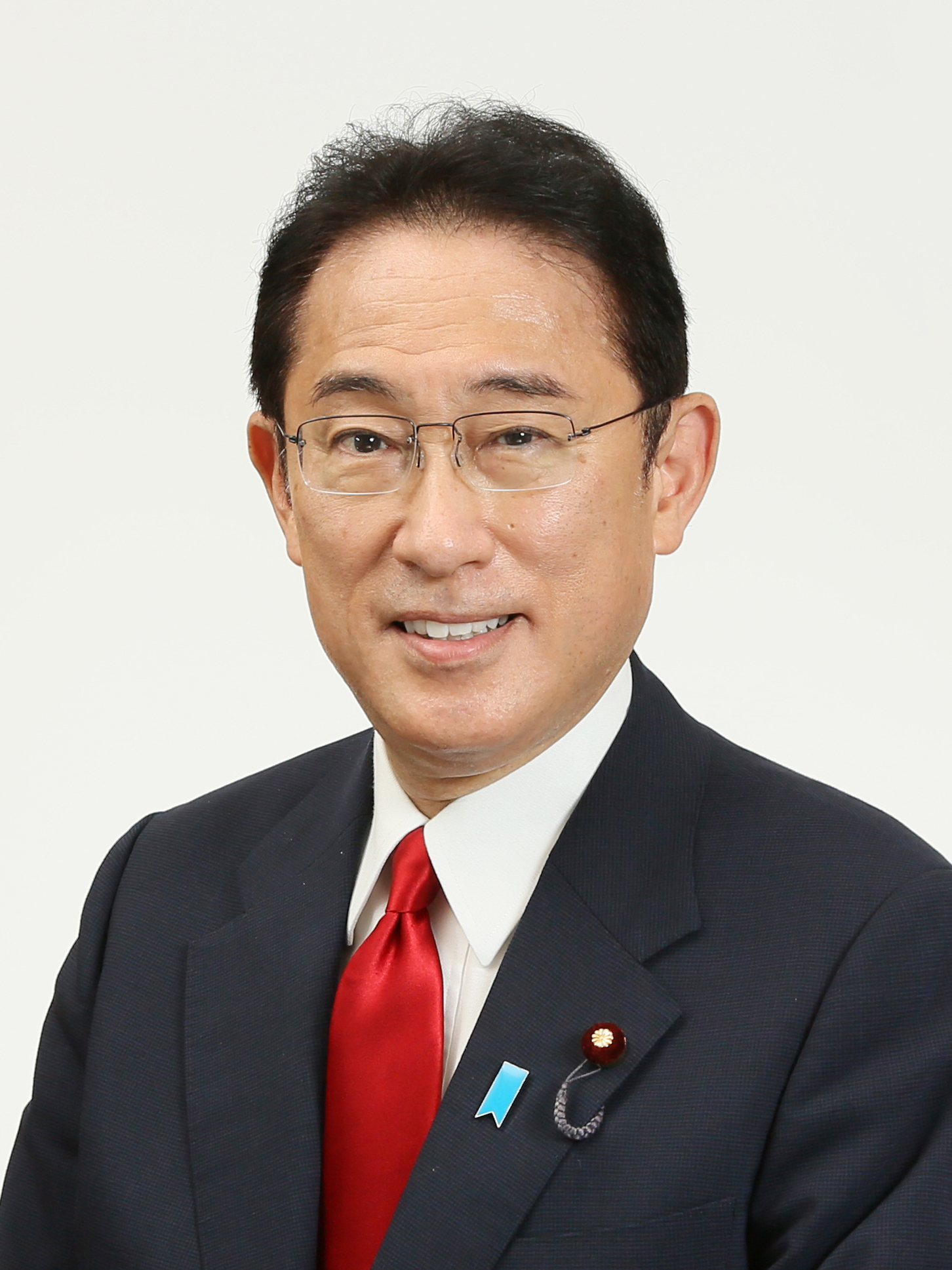
فوميو كيشيدا
- ملف:منذ 4 أكتوبر 2021
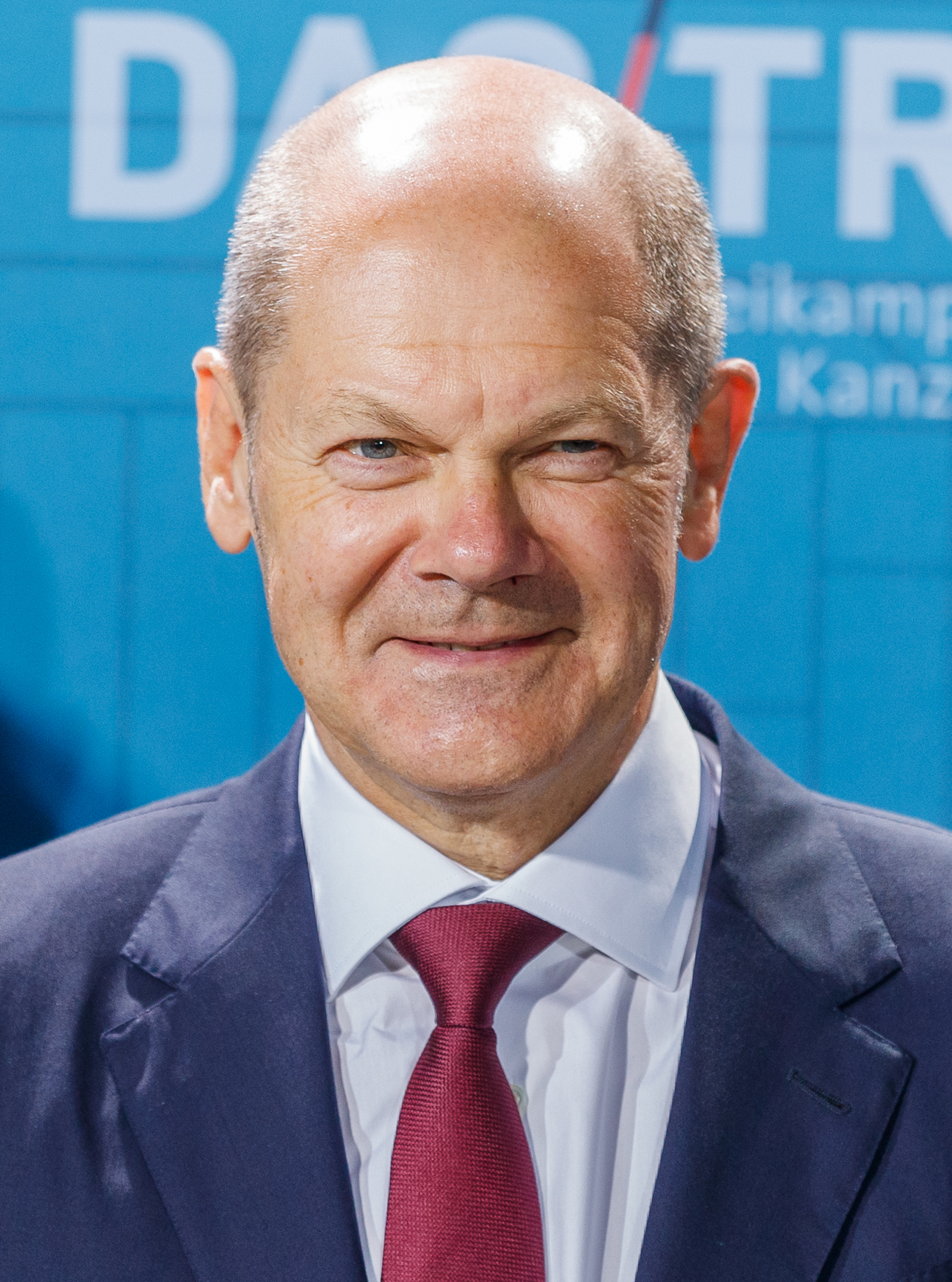
أولاف شولز
- ملف:منذ 8 ديسمبر 2021

### القادة الوزاريون الحاليون
| الدولة   | وزير الخارجية         | وزير الدفاع           |
| -------- | --------------------- | --------------------- |
| البرازيل | كارلوس ألبرتو فرانسا  | والتر سوزا براغا نيتو |
| ألمانيا  | أنالينا بربوك         | كريستينه لامبريشت     |
| الهند    | سوبرامانيام جايشانكار | راجناث سينغ           |
| اليابان  | يوشيماسا هاياشي       | نوبو كيشي             |